# 野間健
野間 健（のま たけし、1958年10月8日 - ）は、日本の政治家。立憲民主党所属の衆議院議員（4期）。
金融担当大臣秘書官、国民新党政務調査会長（第7代）兼国会対策委員長（第6代）などを歴任した。

## 来歴
鹿児島県日置市出身、東京都世田谷区生まれ。慶應義塾大学法学部法律学科卒業。大学在学中は弁論部幹事長を務めた。大学卒業後、総合商社兼松江商に入社。1991年、松下政経塾に入塾（第12期生）。
1993年、松下政経塾卒塾。同年、第40回衆議院議員総選挙に旧東京5区から無所属で出馬したが、落選。同年11月、自由民主党を離党した松原仁、青木英二、阿部俊之とともに新生党に入党した。財団法人日本友愛協会事務局長、自民党参議院議員秘書を経て1998年よりケイアンドケイプレス取締役、月刊日本編集委員を務める。2003年に千葉5区の自民党公認候補予定者の選考に名前が挙がったが、公認候補には薗浦健太郎が選ばれた。
2005年、第44回衆議院議員総選挙に民主党公認で鹿児島3区から出馬したが、自由民主党公認の宮路和明、郵政民営化に反対し自民党所属議員ながら無所属で出馬した松下忠洋の争いに埋没し、最下位で落選した。
松下が2009年、第45回衆議院議員総選挙に国民新党公認で出馬し、宮路を破って返り咲くと、松下の秘書に就任。その後は松下の後援会総務局長、経済産業副大臣秘書、金融担当大臣秘書官を務める。
2012年9月、松下の死去に伴い、大臣秘書官を退任。民主党を離党し、同月18日付で国民新党に入党。松下の死去に伴う鹿児島3区の補欠選挙に国民新党公認で出馬するも、自民党の宮路に5,669票差で敗れ、落選。
同年12月の第46回衆議院議員総選挙では、再び鹿児島3区から国民新党公認で出馬。補選で敗れた宮路を6,151票差で下し、初当選した（宮路も比例復活）。当選後、国民新党政務調査会長及び国会対策委員長に就任。
2013年2月27日、国民新党に離党届を提出し、同党を離党。当面は無所属で活動する意向を表明した（国民新党は同年3月22日に解党）。
2014年の第47回衆議院議員総選挙では、鹿児島3区から無所属で出馬。引退した前職の宮路和明に代わり、自民党から出馬した二男で元総務省職員の宮路拓馬を、前回の得票差を大幅に上回る22,262票差で破り、再選。
2015年1月26日、無所属のまま衆議院の院内会派「新党改革・無所属の会」に入会した（ただし同会は衆議院の所属議員が野間1名のみのため、衆議院の会派構成上は無所属）。同年12月18日、「新党改革・無所属の会」を退会し、民主党・維新の党を中心に結成された院内会派「民主・維新・無所属クラブ」に参加した。
2016年3月28日、民進党の結党に伴い衆議院会派「民主・維新・無所属クラブ」が「民進党・無所属クラブ」に変更されたが野間はこれに加わらず会派無所属となった。
2017年9月27日、小池百合子東京都知事を代表とする新党「希望の党」設立会見に、結党メンバーとなる国会議員14人の一人として参加した。
同年10月22日投開票の第48回衆議院議員総選挙に鹿児島3区から立候補したが自民党の小里泰弘に敗れる。惜敗率88.0%ながら希望の党の比例九州ブロック獲得議席数は4議席にとどまり、次点の5位で落選した。その後、希望の党の分党に伴い国民民主党を経て立憲民主党に参加した。
2021年10月31日の第49回衆議院議員総選挙では小里を一騎打ちで破り3選（小里は比例復活で当選）。枝野幸男代表の辞任に伴う代表選挙（11月30日投開票）では泉健太の推薦人に名を連ねた。
2023年6月21日、野間は牧義夫衆議院議員と共に会見を行い、小沢一郎を中心とした新たな議員グループ一清会を旗揚げしたと発表した。
2024年9月23日に実施された代表選挙では野田佳彦の推薦人に名を連ねた。
同年10月15日、第50回衆議院議員総選挙が公示され、鹿児島3区からは野間と小里の2人が立候補した。10月17日に読売新聞が序盤情勢を発表し、「野間と小里がデッドヒートを展開する」と報じた。自民党は裏金問題や統一教会問題、10月23日に発覚した非公認候補への2000万円支給問題などで逆風が吹き荒れた。10月27日、総選挙執行。投票締め切りの20時直後に南日本放送は野間の当選確実を報じ、野間は4期目の当選を果たした。惜敗率が低かった小里は比例復活もならず議席を失った。

## 政策・主張
公式サイトに掲載されている主な政策は以下の通り。
- 郵政株売却、水道民営化、種子・種苗の多国籍資本支配、沿岸漁業権売却を阻止。
- 農林・畜産業、漁業、飼料、食品を含め自給率7割を目指す。
- 農家・漁業者への戸別所得補償制度を復活。
- 医療関連製品、主要工業製品の自給体制の確立。
- 外国人観光客、外国人労働者等に過度に依存した経済の是正。
- 消費税は5％に。国の通貨発行権を活用、永久国債発行。
- 医療、介護、保育関連職員の準公務員化。
- 長時間労働、過労死を助長する労働法制改悪の是正。

過去選挙時のアンケートへの回答は以下の通り。
- 日本国憲法の改正に賛成[44]。
- 2012年の第46回衆議院議員総選挙に際しては、集団的自衛権の行使を禁じた内閣法制局の憲法解釈の見直しに賛成していた[44]が、2014年の第47回衆議院議員総選挙では集団的自衛権の行使に反対した[45]。
- 日本の環太平洋戦略的経済連携協定（TPP）参加に反対[44]。
- 2013年11月26日、特定秘密保護法案の衆議院本会議における採決で賛成票を投じた[46]が、2014年の第47回衆議院議員総選挙に際しては、特定秘密保護法への反対意見を表明した[45]。
- 永住外国人の地方参政権を認めるべきではない[47]。
- 選択的夫婦別姓制度導入について、2016年の西日本新聞によるアンケートにおいて、「選択的夫婦別姓とすべき」としている[48]。
- 女性宮家の創設に賛成[44]。

## 議員連盟
- 子どもへのワクチン接種とワクチン後遺症を考える超党派議員連盟[49]
- 明治の日を実現するための議員連盟（副幹事長）[50]

## 不祥事
- 野間が代表を務める政治団体「立憲民主党鹿児島県第3区総支部」が、2021年4月と10月、「鹿児島県分権地方自治政策研究会」からあわせて計300万円の寄付を受け取っていたにもかかわらず政治資金収支報告書に記載していなかった。野間の事務所は2022年12月27日付で報告書の訂正を行い、「事務作業のミスだった。領収書のチェックなどを二重三重に行い、再発防止を徹底したい」と説明した[51][52]。
- 野間の資金管理団体「健政会」の2020年分政治資金収支報告書に、鹿児島県分権地方自治政策研究会が購入した政治資金パーティー券代50万円分が記載されていなかった。2024年3月25日に総務省へ訂正を届け出た。野間は「政治資金の在り方が問われている時期の訂正で申し訳ない。会計責任者とチェックしたが見落とした。今後は多くの人の目で見て、二度と同様のことが起きないようにする」と話した[53]。

## 選挙歴
| 当落 | 選挙                     | 執行日         | 年齢 | 選挙区        | 政党       | 得票数     | 得票率 | 定数 | 得票順位 /候補者数 | 政党内比例順位 /政党当選者数 |
| ---- | ------------------------ | -------------- | ---- | ------------- | ---------- | ---------- | ------ | ---- | ------------------ | ---------------------------- |
| 落   | 第40回衆議院議員総選挙   | 1993年07月18日 | 34   | 旧東京都第5区 | 無所属     | 1万2820票  | 3.04%  | 3    | 8/12               | /                            |
| 落   | 第44回衆議院議員総選挙   | 2005年09月11日 | 46   | 鹿児島県第3区 | 民主党     | 3万1429票  | 16.32% | 1    | 3/3                | 27/7                         |
| 落   | 第45回衆議院議員補欠選挙 | 2012年10月28日 | 54   | 鹿児島県第3区 | 国民新党   | 6万5025票  | 44.98% | 1    | 2/4                | /                            |
| 当   | 第46回衆議院議員総選挙   | 2012年12月16日 | 54   | 鹿児島県第3区 | 国民新党   | 7万320票   | 45.23% | 1    | 1/5                | /                            |
| 当   | 第47回衆議院議員総選挙   | 2014年12月14日 | 56   | 鹿児島県第3区 | 無所属     | 7万9003票  | 54.65% | 1    | 1/3                | /                            |
| 落   | 第48回衆議院議員総選挙   | 2017年10月22日 | 59   | 鹿児島県第3区 | 希望の党   | 9万240票   | 44.38% | 1    | 2/3                | 5/4                          |
| 当   | 第49回衆議院議員総選挙   | 2021年10月31日 | 63   | 鹿児島県第3区 | 立憲民主党 | 10万4053票 | 53.87% | 1    | 1/2                | /                            |
| 当   | 第50回衆議院議員総選挙   | 2024年10月27日 | 66   | 鹿児島県第3区 | 立憲民主党 | 10万2762票 | 58.26% | 1    | 1/2                | /                            |

## 著書
- 『会社買収時代のサバイバル』（光文社、2007年5月）